# Louis Ferdinand Antoni
Pour les articles homonymes, voir Antoni.
 (mars 2022).
Louis Ferdinand Antoni est un peintre, graveur et sculpteur français né à Bastia le 15 novembre 1872 et mort à Alger le 14 décembre 1940.

## Biographie
Très tôt après sa naissance en Corse, Louis Ferdinand Antoni débarque en Algérie française avec ses parents. Il fait ses études au collège Saint-Charles à Blida, puis au lycée d'Alger qu'il quitte pour entrer à l'École des beaux-arts d'Alger où il est élève d'Hippolyte Dubois. En 1892, il obtient une bourse qui lui permet d'intégrer l'École nationale supérieure des beaux-arts à Paris dans l'atelier de Léon Bonnat. Les deux influences qui se font sentir chez lui sont celles d'Eugène Delacroix et des impressionnistes.
Il quitte Paris pour le Sud algérien et expose régulièrement aux salons algériens et au Salon des artistes français. En 1906, il rencontre à Alger Marie Gautier, peintre et graveuse, qui l'initie à la technique de gravure en couleurs qui l'enthousiasme. Il produit des eaux-fortes publiées chez l'éditeur Petit et ses envois ne sont destinés dorénavant qu'à la Société nationale des beaux-arts. Il épouse Marie Gautier le 27 juin 1907 à Paris.
En 1909, le peintre remporte une bourse de voyage en Afrique occidentale française et débarque à Dakar. Il visite la Guinée, la Côte d'Ivoire, le Bénin, le Sénégal et Tombouctou. C'est une période de travail acharné, très féconde, matérialisée par des œuvres — eaux fortes et toiles — de haute facture. Revenu à Paris, il étudie l'art de la fresque.
En 1912, il est nommé professeur d'arts décoratifs à l'École des beaux-arts d'Alger, poste qu'il occupera jusqu'à sa mort.
Engagé volontaire comme simple soldat le 18 septembre 1914, blessé durant la Grande Guerre, il est nommé chevalier de la Légion d'honneur[Quand ?].
En 1922, il est sociétaire du Salon de la Société nationale des beaux-arts qui lui décerne le prix Paquin. En 1928, il reçoit le prix Gillot-Dard.
Après la mort de Léon Cauvy, il assume la direction de l'École des beaux-arts d'Alger.

## Œuvres
- Algérie
  - Alger :
    - musée national des Beaux-Arts :
      - Femme au repos ;
      - Ma famille au bord de la Mer ;
      - Marché à Porto-Novo ;
      - Bateaux dans le Port.

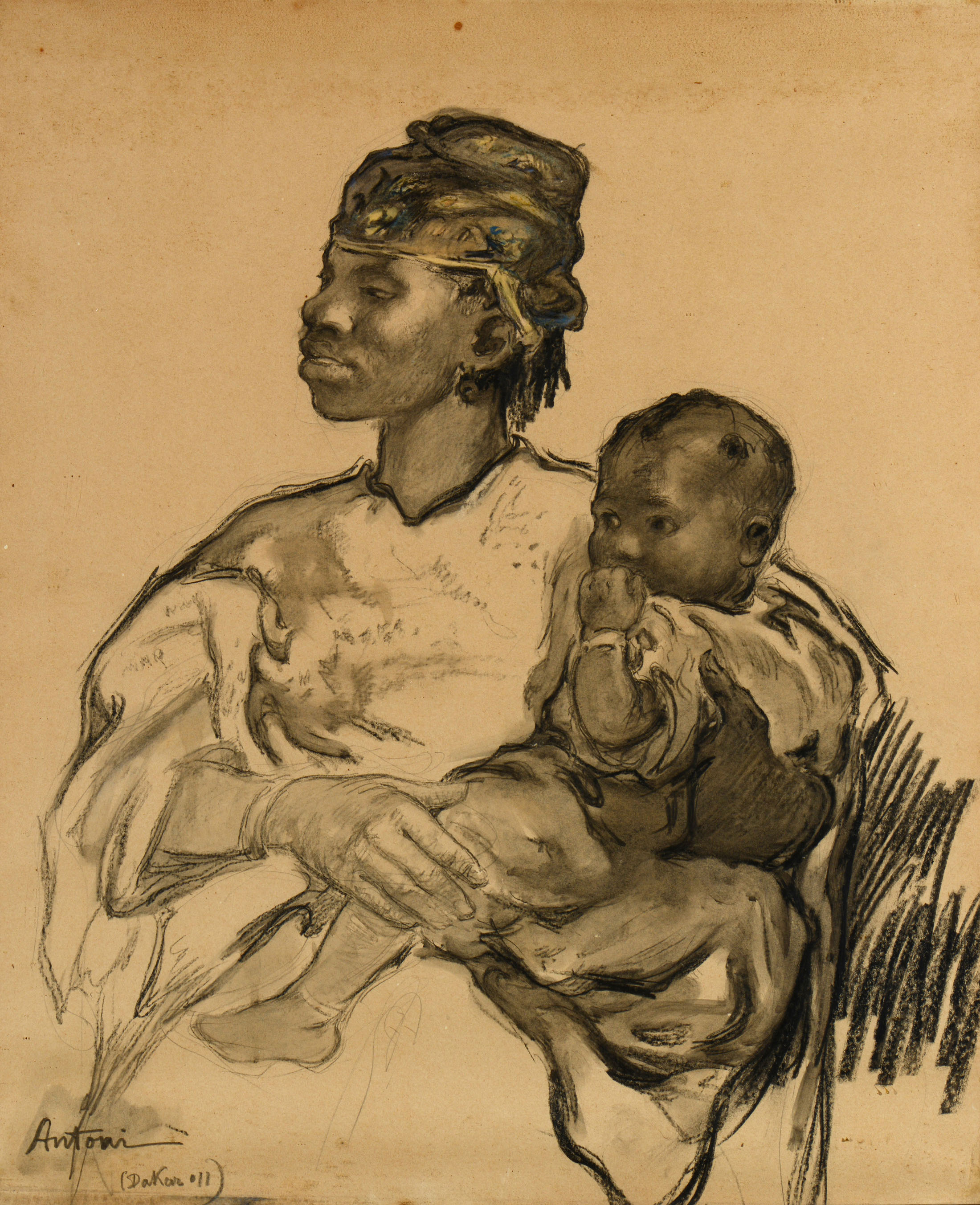
Maternité à Dakar, vers 1909, encre sur papier, localisation inconnue.

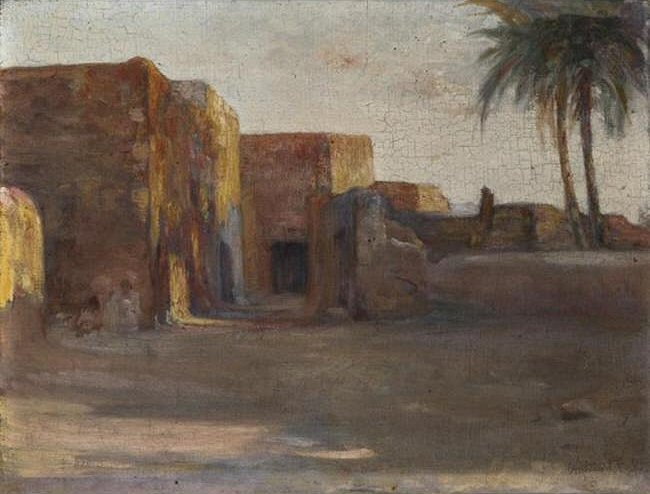
Rue à Gafsa, localisation inconnue.

    - Palais des Assemblées algériennes : panneaux décoratifs.
    - Palais d'été du Gouverneur, actuel Palais du Peuple : peintures murales, en collaboration avec ses élèves de l'École des beaux-arts, notamment Gabriel Gugès.

  - Oran, musée national Zabana :
    - Portrait ;
    - Paysage du Chenoua.

- France
  - Paris, maisons ouvrières de la Fondation Rothschild rue de Prague, rue Bargue et rue Marcadet : décorations murales en collaboration avec Marie Gautier.

- Localisation inconnue :
  - Samson, anciennement à Paris au musée du Luxembourg ;
  - Portrait du peintre Julien, sculpture ;
  - Monument à Ernest Mercier, projet.

### Illustration
- Robert Randau, Terrasses de Tombouctou, publié en 1933.
- Antoine Abitreccia, La Corse dans l'histoire, Lyon/Paris, Éditions Archat, 1939.